# Sauce megye
Sauce egy megye Argentínában, Corrientes tartományban. A megye székhelye Sauce.

## Települések
Önkormányzatok és települések (Municipios y comunas)
- Sauce